# Tachyoryctes macrocephalus
Espèce
Statut de conservation UICN

 EN B1ab(iii) : En danger
Le Tachyoryctes macrocephalus est une espèce de rat-taupe géant endémique d'Éthiopie.
Pesant entre 300 et 1 000 g, il ne vit pratiquement que dans les galeries souterraines.
Les yeux sont sur le dessus de la tête ce qui lui permet de repérer les prédateurs aériens.
Ses prédateurs principaux sont l'aigle et le Loup d'Abyssinie.

## Répartition et habitat
Cette espèce est endémique du massif du Balé en Éthiopie. On la trouve dans les prairies afroalpines entre 3 000 et 4 150 m d'altitude.